# 10美分硬币
10美分（英語：Dime），是一种美国硬币，面值等于十分之一美元，幣值相當於中文的「一角」。10美分是所有美国流通的硬币里面直径最小，厚度最薄的。正面图案是前美国总统富兰克林·D·罗斯福的肖像，背面是火炬、橡树枝和橄榄枝组成的图案。
基于《1792年铸币法案》，从1796年起正式铸造生产10美分硬币。当时的正面图案是象征着自由女神的女性头像，背面则是一只鹰。一直到1837年一共更改了三种设计，但是都保持这个基调。1837年到1891年，「坐姿自由女神」（Seated Liberty）系列10美分发行，将自由的寓意表现为一面盾牌。1892年，10美分硬币的正面再次是女性的头像，并以设计师查尔斯·巴伯名字命名为「巴伯10美分」（Barber dime）。后两种设计在「ONE DIME」周围装饰以花环。1916年，正面的图案换成头戴一顶插有双翅的帽子头像，通常将其称作「墨丘利10美分」。目前流通的10美分硬币是1946年开始发行的。
10美分硬币的成分和直径也不断变化。最初直径是19毫米，1828年开始改為17.91毫米。而成分最初是89.24%银和10.76%铜，1837年改为90%银和10%铜。从1965年开始改为合成金属白铜。
「Dime」一词来源于古法语「Disme」（现代法语为「Dîme」），意为“十分之一”。

## 概述
1783年，托马斯·杰斐逊、本傑明·富蘭克林、亚历山大·汉密尔顿和戴维·里顿豪斯联合提出关于美国货币系统的设想。1791年，美国第一位财政部长汉密尔顿在提交给议会的一份报告中提议发行6种硬币，10美分硬币就是其中之一，报告中建议将这枚新的硬币取名为「Tenth」。
1792年4月2日，美国国会通过《1792年铸币法案》，该法案将硬币正式命名为「Disme」，重量为1个银币的十分之一，而价值为1美元的十分之一，成分为89.24%银和10.76%铜。1792年，美国铸币局铸造了极少量10美分硬币，但是从来没有在市场上流通过，只是作为样币。直到1796年，流通的10美分硬币正式铸造发行。
第一枚流通的10美分硬币，通常称为「波浪头像」（Draped Bust）10美分硬币，硬币的正背面都没有价值标记。直到1809年发行的「带帽头像」（Capped Bust）10美分硬币背面上才开始印有“10 C.”的标记。这两类硬币的发行时间没有严格的区分。「波浪头像」10美分硬币在1799年到1806年之间，以及1809年到1820年之间没有发行。而「带帽头像」10美分硬币只发行于1809年、1811年、1814年和1820年。从1827年以后，几乎每年都铸造10美分硬币。
1837年，「坐姿自由女神」（Seated Liberty）10美分开始发行，同时硬币的直径和成分比例也发生了变化。「坐姿自由女神」10美分硬币一共铸造发行了54年，仅次于目前仍在流通的罗斯福10美分硬币。
1892年，巴伯10美分开始发行，直到1916年停止。在巴伯系列的设计中，以1894年的一个版本最出名，一共只铸造了24枚，目前知道下落的仅有9枚。其中一枚于2005年3月7日在美国弗罗里达州举行的一场拍卖会上以130万美金的高价成交。
1916年，新的设计取代了巴伯10美分，正面图案的人物头像上戴着一顶插有双翅的帽子，通常称其为「墨丘利10美分」。很多人认为硬币正面的人物是罗马男神墨丘利，因为在神话中，墨丘利形象一般是头戴一顶插有双翅的帽子，脚穿飞行鞋，手握魔杖，行走如飞。而实际上正面图案依旧是自由女神。墨丘利10美分是美国铸币史上设计最漂亮的硬币之一，也是收藏家热衷的对象。
1946年，罗斯福10美分取代了墨丘利10美分，这枚硬币是为了纪念死于1945年的富兰克林·罗斯福总统而设计，以表彰他为小兒麻痺国家基金会成立所作的贡献。《1965年铸币法案》修改了10美分的成分，银不再是硬币的成分之一。新的成分包括75%的铜和25%的镍。目前，罗斯福10美分仍然流通。共和党曾于2003年提出用罗纳德·里根总统的头像取代罗斯福，但是这个提议没有被通过。
10美分硬币的齿轮边缘一直沿用原先的设计。齿轮设计最初的目的是为了安全，以防止不法之徒用锉刀锉金币或银币边缘，并收集碎屑来获利。如今，齿轮边缘设计仍然广泛应用，更多的原因是出于美观的因素。

## 设计详细历史
10美分硬币自1796年正式发行以来，一共有6个主要版本，除了巴伯10美分以外，硬币的名字都来源于硬币的正面图案。
- 波浪头像（Draped Bust）1796年－1807年
- 带帽头像（Capped Bust）1809年－1837年
- 坐姿自由女神（Seated Liberty（英语：United States Seated Liberty coinage））1837年－1891年
- 巴伯（Barber（英语：United States Barber coinage））1892年－1916年
- 墨丘利（1916年－1945年）
- 罗斯福（1946年－今）

从1796年到1837年，10美分的成分是89.24%银和10.76%铜，银属于贵重金属，因此硬币的尺寸必须非常小，而不至于使硬币的实际价值超过了硬币的面值。1837年，银的成分增加到90%，为了使硬币的实际价值不随之增加，硬币的直径也相应从18.8毫米（0.740英寸）降为17.9毫米（0.705英寸）。
根据《1965年铸币法案》，10美分硬币不再保留成分银，改为75%的铜和25%的镍。从1992年开始，美国铸币局每年发行纪念硬币，成分和1965年前的硬币相同，为90%银和10%铜。这些硬币只能用于收藏，不能正常流通使用。

### 波浪头像（1796年－1807年）

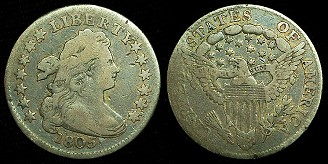
1805年的波浪头像10美分硬币

波浪头像10美分是第一种正式发行的10美分硬币。当时发行的所有硬币正背面都相同，因此统一称作波浪头像／小鹰图案。设计者是主雕刻师罗伯特·斯考特。正面的女子头像取材于吉伯特·斯图亚特为费城政治家威廉·宾汉姆妻子所画的肖像，背面则是一头小黑鹰，边上围绕着棕榈枝和橄榄枝，鹰脚下有一朵云。《1792年铸币法案》只规定1美分和0.5美分标记价值，因此波浪头像10美分铸造时没有标记价值。
所有1796年发行的10美分正面都有15颗星，代表当时美国州的数量。1797年初发行的10美分增加了一颗星，代表新的田纳西州，共有16颗星。美国铸币局长伊利亚斯·邦迪诺特意识到一颗星代表一个洲的设计会导致硬币图案经常发生变化，因此提出修改设计，只保留13颗星，代表最初的13个殖民地。因此，1797年发行的10美分硬币有13颗星和16颗星两个不同的版本。
1798年，10美分硬币背面图案改为国徽鹰，也是由罗伯特·斯考特设计。正面图案与原来的版本相同，背面的图案则做了修改。原设计里的小黑鹰由于过于瘦小而广受批评，新的设计改为按比例缩小的美国国徽。波浪头像／国徽鹰图案系列设计一直沿用到1807年（1799年到1806年没有发行10美分硬币）。两种波浪头像设计的成分相同，都是89.24%银和10.76%铜。

### 带帽头像（1809年－1837年）

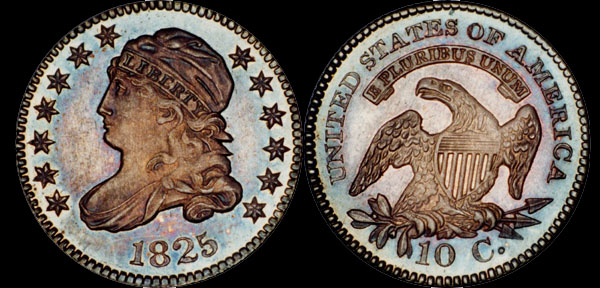
1825年的带帽头像10美分硬币

带帽头像10美分硬币由助理雕刻师约翰·雷克设计，正背面都改动很多。硬币正面图案的女子头像的模特名字目前无从可考，货币研究家威廉·杜波依斯认为她可能是雷克的德文女教师。新硬币的背面图案是一只抓了三支箭（象征力量）的鹰和一根橄榄枝（象征和平）。鹰的胸口图案是一面盾，上面有6条竖线和13条横条纹。同时，背面还在鹰的脚下增加了"10C,"标记表示硬币价值。后来的版本改为"ONE DIME"。
1828年之前发行的带帽头像10美分现在称为大版本。1828年，主雕刻师威廉·克内斯革新了铸币技术，可以铸造出更厚的硬币。为了保持标准的重量和成分，当时大部分硬币的直径缩小了。10美分硬币的直径也相应从18.8毫米改为18.5毫米。新版本10美分硬币也因此称为小版本。

### 坐姿自由女神（1837年－1891年）
这套硬币正面都是坐姿自由女神，设计者是克里斯汀·戈伯莱切特。新的硬币设计需求是由美国铸币局长罗伯特·马斯克尔·帕特森提出，他希望新的图案可以引起人们对过去的美好回忆。主雕刻师威廉·克内斯完成了最初的草图设计，但是由于病重而不能完成后续的工作。这项设计任务就转交给戈伯莱切特，他也因此提升为副主雕刻师。硬币正面的图案是自由女神身穿长裙，坐在一块岩石上，左手举着一根棍子，棍子上面挂了一顶帽子。她的右手拿着一面盾牌，上面刻着"LIBERTY"。硬币的背面刻着"ONE DIME"，周围围绕着花环。所有的坐姿自由女神10美分硬币成分都是90%银和10%铜，直径是17.9毫米（0.705英寸）。

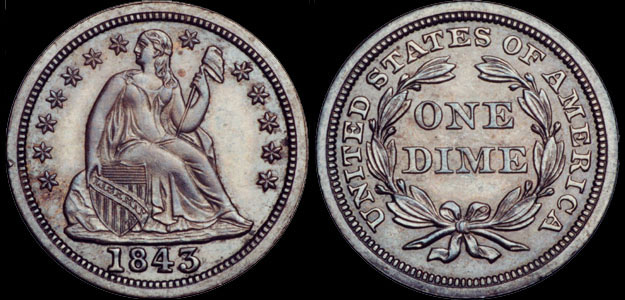
1843年的坐姿自由女神10美分硬币

在坐姿自由女神10美分硬币流通期间，有一些小的修改。1837年最初的设计背面图案没有星星。1838年，硬币背面图案增加了13颗星。1860年代中期，"United States of America"字样刻在新版本的背面。与此同时，月桂树枝花环改成玉米、小麦、槭树和橡树叶组成的花环。这个新的背面图案设计一直保持到1891年。另一个修改是在1838年到1840年期间铸造的10美分硬币的正面，自由女神左手肘部下面的衣服是没有皱褶的。
1853年和1873年10美分硬币的重量两度发生变化，1853年从2.67克改为2.49克，1873又改为2.50克。第一次改动是因为银的价格上涨，第二次改动是因为《1873年铸币法案》，新法案增加了1角、25美分和5角的重量，使之与法国法郎重量对应，目的是让美国的硬币能够在全球范围流通。

### 巴伯（1892年－1916年）

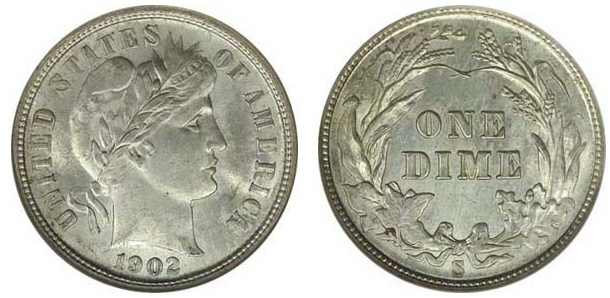
1902年的巴伯10美分硬币

巴伯10美分以它的设计者查尔斯·巴伯的名字命名，巴伯于1879年到1917年担任美国铸币局主雕刻师。25美分和50美分也采用了相同的设计。硬币刚发行的时候，设计遭受了大范围的批评。造币局长詹姆斯·金布尔，指定4人（包括巴伯）成立了专门委员会，进行研究。之后，金布尔的继任者爱德华·利奇要求巴伯重新设计该硬币。
巴伯10美分和以前的10美分硬币一样，正面图案是自由女神的肖像，她带着一顶弗里吉亚帽，上面装饰着月桂枝花环，写有“LIBERTY”字样。自由女神的肖像来源于当时法国的硬币图案以及古希腊和古罗马的雕塑。硬币的背面保留了13颗星，也保留了和坐姿自由女神10美分硬币相同的花环。

### 墨丘利（1916年－1945年）

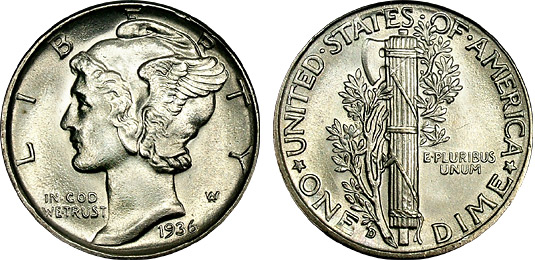
1936年的墨丘利10美分硬币

虽然这枚硬币的名称为墨丘利10美分，实际上并不是罗马神话中的墨丘利，也并不是指化学元素汞（汞的英文也为Mercury）。正面图案是带着弗里吉亚帽的自由女神，帽子上的翅膀代表自由地思考。该硬币由雕刻家阿道夫·亚历山大·温曼设计，被认为是美国有史以来最漂亮的硬币之一。硬币成分和巴伯10美分相同，也是90%银和10%铜。
1915年，温曼在竞标中战胜了另外两名艺术家，得到了这项设计工作。如今普遍认为他的模特是诗人华莱士·史蒂文斯的妻子埃尔西·凯切尔·史蒂文斯。硬币的背面图案是法西斯束棒和橄榄枝，束棒在古罗马是权力和威信的标志。这个图案设计象征着美国已经为战争做好了准备，同时内心希望和平。法西斯束棒后来成了意大利贝尼托·墨索里尼法西斯主义的标志，相应地引起对这枚硬币设计的一些批评。
1916-D版本10美分硬币一共只发行了264,000枚，现在是收藏家追逐的对象。一枚保存完好的墨丘利10美分硬币目前价值数千美元。货币学家对这个系列的10美分硬币特别感兴趣。硬币背面有一根水平的线将束棒中间的缎带分成两条，由于铸造技术的原因，这条线经常不能完整出现，有时甚至完全消失。1945年发行的版本中，整条线从左到右完整出现在硬币上，这是非常罕见的，因此这批硬币目前特别珍贵。1922年、1932年和1933年没有发行10美分硬币。

### 罗斯福（1946年至今）

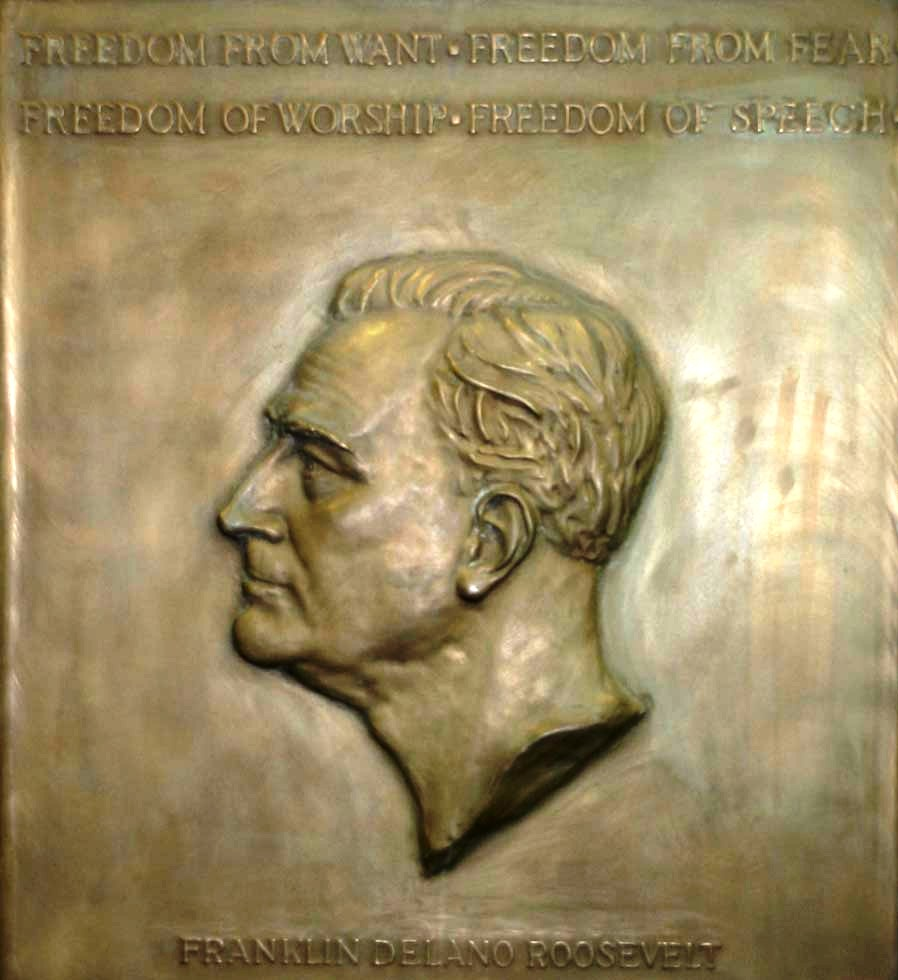
位于华盛顿的罗斯福铜像

1945年4月，美国总统富兰克林·罗斯福逝世。不久，維珍尼亞州议员拉尔夫·亨特·道顿提出用罗斯福的肖像取代目前流通的墨丘利10美分，以表彰他为小兒麻痺国家基金会成立所作的贡献，该基金会筹集的资金用于小兒麻痺症的研究，并资助患者。罗斯福大力呼吁民众为基金会捐献10美分硬币，后来这个活动被命名为“10美分活动”（March of Dimes）。
罗斯福10美分由于设计时间仓促，因此没有像巴伯10美分一样进行竞标。这个任务直接交给了造币局主雕刻师约翰·R·辛诺克。辛诺克于1945年10月12日提交了他的第一版设计，但是没有通过审核。后续设计于1946年1月6日通过审核。
罗斯福10美分硬币于1946年1月30日正式发行，为了纪念罗斯福64岁生日。辛诺克的名字缩写“JS”刻在硬币的正面图案罗斯福脖子的下方。背面图案由火炬、橄榄枝和橡树枝组成，分别象征着自由，和平和胜利。
硬币发行后引起了很大的争议。美国的反共主义者认为JS是苏联领袖约瑟夫·斯大林（Joseph Stalin）名字的缩写，一时谣言四起。美国铸币局很快发表聲明，强调JS是设计师名字的缩写。另一个关于辛诺克的设计的争议是关于罗斯福的肖像。硬币发行不久，有人指出辛诺克抄袭了非裔美国人雕塑师西尔玛·伯克为华盛顿功勋纪念大厦（Recorder of Deeds Building）创作的罗斯福浮雕。辛诺克对指责予以反驳，宣称他只是借鉴了自己以前创作的罗斯福勋章的图案。
随着《1965年铸币法案》的通过，10美分硬币的组成成分发生了变化，新的结构就像三明治一样，里面是全铜，外面包裹着75%铜和25%镍的合金。选择这种新的方案的原因一是重量和原来相差不大（从2.5克变为2.27克），二是出于电气属性的考虑（尤其是自動販賣機），最重要的是新的成分不再含有贵重金属。之后，银币逐渐在市场上消失，人们开始将银币收藏起来。
1992年，美国铸币局重新发行含90%银的系列纪念银币，用于收藏。其中包括罗斯福10美分，华盛顿25美分和肯尼迪半美元。至今仍然每年发行。
2003年，共和党提出修改10美分硬币的设计，用罗纳德·里根总统的头像取代罗斯福，虽然当时里根总统仍然健在。印第安纳州的美国众议院议员马克·索德于2003年11月正式提交立法审核。很多人反对这项立法，其中包括里根的妻子南希·里根。她说：“我能理解那些寻求将我丈夫的头像印在硬币上的人们的用意，但我不支持这一建议，我能肯定，里根也不会支持。”2004年，里根总统去世后，支持更换设计的声音更多了。然而，马克·索德並沒有再次提出修改10美分硬币。

## 10美分硬币年发行量一览
1890年－2006年止，總共發行 82,021,821,377 枚「10美分硬幣」。
| 年份   | 數量       | 年份   | 數量          | 年份   | 數量          | 年份      | 數量        |
| ------ | ---------- | ------ | ------------- | ------ | ------------- | --------- | ----------- |
| 1890年 | 11,334,027 | 1929年 | 35,734,000    | 1968年 | 905,218,680   | 2007年    | 208,950,000 |
| 1891年 | 23,046,116 | 1930年 | 8,613,000     | 1969年 | 709,113,870   | 2008年    | 105,050,000 |
| 1892年 | 16,952,410 | 1931年 | 6,210,000     | 1970年 | 1,100,512,100 | 2009年6月 | 14,600,000  |
| 1893年 | 7,591,401  | 1932年 | 0             | 1971年 | 540,604,240   |           |             |
| 1894年 | 2,050,000  | 1933年 | 0             | 1972年 | 761,830,000   |           |             |
| 1895年 | 2,250,000  | 1934年 | 30,852,000    | 1973年 | 770,702,426   |           |             |
| 1896年 | 3,185,056  | 1935年 | 85,147,000    | 1974年 | 1,041,331,000 |           |             |
| 1897年 | 12,877,377 | 1936年 | 112,842,000   | 1975年 | 899,379,200   |           |             |
| 1898年 | 20,152,507 | 1937年 | 80,746,000    | 1976年 | 1,263,982,774 |           |             |
| 1899年 | 24,367,493 | 1938年 | 35,817,000    | 1977年 | 1,173,537,228 |           |             |
| 1900年 | 24,778,270 | 1939年 | 102,674,000   | 1978年 | 946,827,540   |           |             |
| 1901年 | 25,072,687 | 1940年 | 108,108,000   | 1979年 | 706,361,184   |           |             |
| 1902年 | 27,950,000 | 1941年 | 263,814,000   | 1980年 | 1,454,524,321 |           |             |
| 1903年 | 28,293,300 | 1942年 | 315,450,000   | 1981年 | 1,388,934,143 |           |             |
| 1904年 | 15,400,357 | 1943年 | 324,059,000   | 1982年 | 1,062,188,584 |           |             |
| 1905年 | 24,806,822 | 1944年 | 343,124,000   | 1983年 | 1,377,154,224 |           |             |
| 1906年 | 29,764,371 | 1945年 | 240,665,000   | 1984年 | 1,561,472,976 |           |             |
| 1907年 | 34,536,470 | 1946年 | 344,193,500   | 1985年 | 1,293,180,932 |           |             |
| 1908年 | 23,099,000 | 1947年 | 203,195,000   | 1986年 | 1,155,976,663 |           |             |
| 1909年 | 14,481,000 | 1948年 | 163,311,000   | 1987年 | 1,415,912,883 |           |             |
| 1910年 | 16,250,000 | 1949年 | 70,484,000    | 1988年 | 1,992,935,489 |           |             |
| 1911年 | 33,599,000 | 1950年 | 117,373,114   | 1989年 | 2,194,935,597 |           |             |
| 1912年 | 34,429,300 | 1951年 | 192,039,102   | 1990年 | 2,144,335,824 |           |             |
| 1913年 | 20,270,000 | 1952年 | 265,559,593   | 1991年 | 1,528,461,114 |           |             |
| 1914年 | 31,682,230 | 1953年 | 229,103,120   | 1992年 | 1,209,773,932 |           |             |
| 1915年 | 6,580,000  | 1954年 | 243,267,203   | 1993年 | 1,516,290,166 |           |             |
| 1916年 | 57,204,080 | 1955年 | 44,919,181    | 1994年 | 2,492,268,110 |           |             |
| 1917年 | 91,962,000 | 1956年 | 216,655,100   | 1995年 | 2,400,390,000 |           |             |
| 1918年 | 68,654,800 | 1957年 | 273,514,330   | 1996年 | 2,821,463,000 |           |             |
| 1919年 | 54,529,000 | 1958年 | 168,474,600   | 1997年 | 1,971,450,000 |           |             |
| 1920年 | 92,021,000 | 1959年 | 250,699,790   | 1998年 | 2,335,300,000 |           |             |
| 1921年 | 2,310,000  | 1960年 | 270,550,400   | 1999年 | 3,561,750,000 |           |             |
| 1922年 | 0          | 1961年 | 302,876,550   | 2000年 | 3,661,200,000 |           |             |
| 1923年 | 56,570,000 | 1962年 | 407,398,380   | 2001年 | 2,782,390,000 |           |             |
| 1924年 | 37,940,000 | 1963年 | 545,126,530   | 2002年 | 2,567,000,000 |           |             |
| 1925年 | 36,577,000 | 1964年 | 2,286,877,180 | 2003年 | 2,072,000,000 |           |             |
| 1926年 | 40,508,000 | 1965年 | 1,652,140,570 | 2004年 | 2,487,500,000 |           |             |
| 1927年 | 37,662,000 | 1966年 | 1,382,734,540 | 2005年 | 2,835,500,000 |           |             |
| 1928年 | 31,041,000 | 1967年 | 2,244,007,320 | 2006年 | 2,828,000,000 |           |             |

资料来源：美国製币局官方网站（页面存档备份，存于）